# El Mateu
El Mateu és una masia de Gurb (Osona) inclosa a l'Inventari del Patrimoni Arquitectònic de Catalunya.

## Descripció
Edifici civil. Masia de planta rectangular coberta a dues vessants, amb el carener perpendicular a la façana, orientada a ponent. Presenta un portal dovellat, amb un escut a la dovella central que representa una mà i unes inicials. Les mateixes dovelles emmarquen la finestra del primer pis, formant un cos únic. La casa consta de planta baixa i dos pisos. A la part esquerra de la façana s'hi annexiona un cos de porxos amb arcades sostingudes per pilars de pedra. Són orientats a migdia.
L'estat de conservació de la masia és força bo.
Els materials constructius bàsics són la pedra, el morter, tàpia i alguns afegitons de maó.

## Història
Antiga masia ampliada i reformada en diverses èpoques, com podem observar per les llindes de la construcció. La finestra datada més antiga es troba a llevant (1693), la de la façana data de 1704 i els porxos es varen construir al 1804.
Els propietaris, que habiten al mas, mantenen la cognominació de Mateu.
Es troba registrada al fogatge de la parròquia i terme de Sant Esteve de Granollers de l'any 1553. Habitava el mas Bernat Matheu.